# フランツ・ベーメ

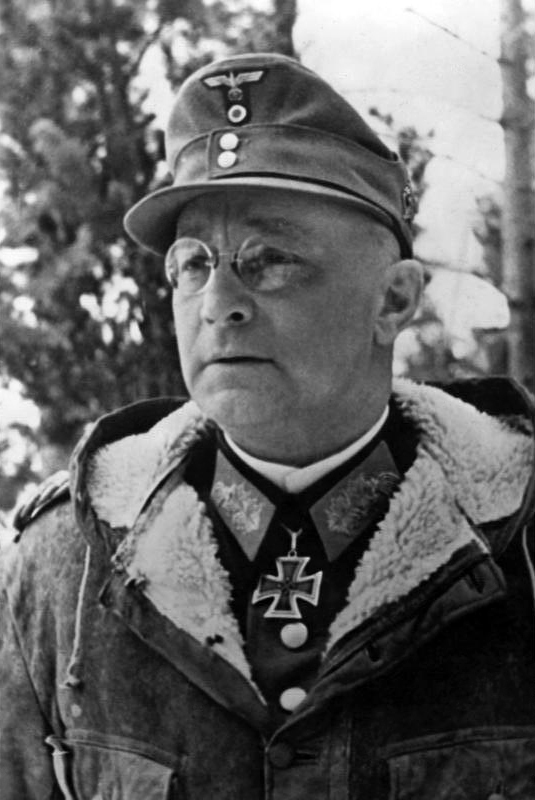
ベーメ（1943年3月、ラップランド）

フランツ・フリードリヒ・ベーメ（Franz Fridrich Böhme、1885年4月15日 - 1947年5月29日）は、オーストリア及びドイツ第三帝国の陸軍軍人。最終階級はオーストリア連邦軍（連邦陸軍）では陸軍少将、ドイツ国防軍では陸軍山岳兵大将。第二次世界大戦中はセルビア占領軍司令官などを務めた。

## 経歴
オーストリアのツェルトヴェク（シュタイアーマルク州）に生まれる。17歳の時に父が亡くなり、2年後に母も死去。オーストリア帝国陸軍の士官学校を卒業する。第一次世界大戦ではガリツィア戦線に従軍し、1917年はヴォルィーニ、クールラント、デューナブルクを転戦。1917年から1918年はイゾンツォ戦線に従軍した。
1938年3月のナチス・ドイツによるオーストリア併合（アンシュルス）の直前、オーストリア連邦軍の少将で情報機関長を務めていたベーメは、1938年2月のベルヒテスガーデン合意ののち、抗戦を主張する参謀総長アルフレート・ヤンザ（Alfred Jansa）の後任に指名されて就任した。第二次世界大戦冒頭のポーランド侵攻にはドイツ国防軍の軍人として第32歩兵師団を率いて従軍。西方電撃戦でも同師団を率いた。
1941年9月、ドイツ軍占領下にあるセルビアの占領軍司令官に就任。アドルフ・ヒトラーはベーメに対し、厳しい手段を以てセルビアの治安を回復するよう命じた。ベーメは「全ての共産主義者、その疑いがある男性市民、全てのユダヤ人、一定数の民族主義および民主主義思想を持つ市民」を逮捕するよう指令した。またドイツ国防軍はドイツ兵の戦死者一人につき100人の、負傷者一人につき50人の市民を処刑することになっていた。この指令に基づき、国防軍はセルビア人、ユダヤ人、ロマを処刑した。クラリェヴォとクラグイェヴァツでは第717歩兵師団の兵士が対独パルチザンやチェトニックとの砲撃戦ののち、数日で市民4000人を射殺した。ベーメが同年12月までセルビア占領軍司令官を務めていた数ヶ月の間に、ドイツ兵160人が死亡、278人が負傷したのに対し、パルチザン3562人が戦死、一般市民2万人から3万人が処刑された。
1944年6月、第2装甲軍司令官に就任し、ユーゴスラビアにあるドイツ軍を指揮したが、搭乗する飛行機の墜落事故で負傷して辞職した。
1945年1月8日、傷の癒えたベーメはノルウェーに駐屯する第20山岳軍の司令官に着任、終戦まで任務を務めた。
終戦後の1945年にノルウェーで捕虜となり、1947年5月13日にニュルンベルク継続裁判の捕虜裁判で起訴された。同月29日、ニュルンベルク拘置所の5階から飛び降りて自殺した。グラーツの墓地に埋葬された。

## 文献
- Walter Manoschek: Serbien ist judenfrei. Militärische Besatzungspolitik und Judenvernichtung in Serbien 1941/42. Schriftenreihe des Militärgeschichtliches Forschungsamt Militärgeschichtlichen Forschungsamtes, 2. Auflage, München 1995